# Саммия, Эрико
Эрико Саммия (Митакэ) (яп. 三宮 恵利子 саммия эрико, род. 19 сентября 1974 года, Кусиро, Япония) — японская конькобежка и автогонщица, участница зимних Олимпийских игр 1998 и 2002 годов, серебряный призёр чемпионата мира в спринтерском многоборье, 7-кратная чемпионка Японии и 4-кратная призёр, 2-кратная рекордсменка мира в беге на 500 м и 5-кратная рекордсменка Японии. Выступала за корпоративную команду "Fuji-kyu Co.".

## Спортивная карьера
Эрико Саммия начала кататься на коньках в возрасте 6 лет. В 1-м классе начальной школы Синкава стала играть в хоккей с шайбой, а в 4-м классе, в возрасте 9 лет перешла в конькобежный спорт. Она пошла в среднюю школу Кусиро Сэйэн для девочек в городе Кусиро, также известную как престижная средняя школа конькобежного спорта на Хоккайдо. В 1989 году одержала победы на дистанциях 500 и 1000 м на Всеяпонских студенческих-юношеских играх, а через год участвовала на чемпионате Японии среди юниоров. 
С 1991 года Эрико участвовала на чемпионате Японии среди взрослых. После окончания школы в 1993 году она присоединилась к команде "Fuji-kyu" и в сезоне 1993/94 дебютировала на Кубке мира. В сезоне 1995/96 Саммия впервые заняла 3-е место в беге на 1000 м на 7-м этапе Кубка мира в Инсбруке. В 1996 году участвовала на чемпионате мира на отдельных дистанциях в Хамаре, где заняла 11-е место на дистанции 1000 м и 16-е на 500 м, а через год на спринтерском чемпионате мира в Хамаре стала 18-й.
В ноябре 1997 года на Кубке мира в Калгари она установила новый рекорд Японии на дистанции 1000 м со временем 1:16,98 сек. В 1998 году стала серебряным призёром Всеяпонского чемпионата в спринте, на чемпионате мира в спринте заняла 14-е место и в феврале участвовала на домашних зимних Олимпийских играх в Нагано, где заняла 8-е место в беге на 1000 м и 11-е на 500 м. В том же году она заняла 14-е место на дистанции 1000 м и 11-е на 500 м на чемпионате мира на отдельных дистанциях в Калгари. 
В сезоне 1998/99 Эрико начала участие на Кубке мира с 3-го этапа и за два этапа смогла шесть раз попасть на подиум на дистанциях 500 и 1000 м. Следом выиграла чемпионат Японии в спринте, но на спринтерском чемпионате мира в Калгари поднялась лишь на 11-е место. На чемпионате мира на отдельных дистанциях в Херенвене финишировала на лучшем 8-м месте в забеге на 500 м. В октябре 99-го она выиграла 500 и 1000 м на чемпионате страны (через год повторила результат) и в ноябре на 3-м этапе Кубка мира в Берлине одержала первые победы на 500 и 1000 м.
В 2000 году она выиграла вновь чемпионат Японии в спринтерском многоборье и финишировала на 4-м месте на спринтерском чемпионате мира в Сеуле. На чемпионате мира на отдельных дистанциях в Нагано Эрико финишировала 5-й в забеге на 500 м и 7-й на 1000 м. В сезоне 1999/2000 дважды была первой на дистанции 1000 м на Кубке мира, в третий раз подряд выиграла чемпионат Японии в спринте и на спринтерском чемпионате мира в Инцелле наконец завоевала серебряную медаль, что стало пиком её карьеры. В 2002 году на спринтерском чемпионате мира в Хамаре заняла только 14-е место. В феврале на зимних Олимпийских играх в Солт-Лейк-Сити была знаменосцем своей сборной и финишировала 11-й на 500 ми 17-й на 1000 м. После чего завершила карьеру конькобежца.
Однако Эрико Саммия не ушла из спорта. Ещё в подростковом возрасте она любила автомобили и сразу после ухода из конькобежного спорта занялась автогонками в возрасте 27 лет. Она участвовала в гонках "Netz Cup" на тойоте "Vitz"  шесть лет, но лучше водить не стала и почти всегда была в нижней половине турнирной таблицы. Она заняла шестое место на Кубке Netz и даже заняла 5-е место на 24 часах Токачи в 2007 году. Вскоре после этого Саммия вышла замуж за бывшего сноубордиста Хидэаки Нагаоку и официально завершила карьеру. Она работала представителем "Netz Toyota Sapporo"

## Личная жизнь
Выйдя на пенсию, Саммия работала в основном инструктором по конькобежному спорту, телевизионным комментатором и читала лекции. В 2007 году она переехала в Каруидзаву, родной город своего мужа. Она мать 4-х дочерей. С 2017 года является членом правления Федерации велоспорта Японии. 23 сентября 2024 года Федерация конькобежного спорта Японии избрала Эрико Саммию директором сроком на 2 года.